# Polen-Rundfahrt 2012
Die 69. Polen-Rundfahrt fand vom 10. Juli bis 16. Juli 2012 statt. Das Etappenrennen wurde über sieben Etappen ausgetragen und war Bestandteil der UCI WorldTour 2012. Wegen der Terminkollision mit den Olympischen Spielen 2012 in London, wurde das Rennen um einen Monat vorverlegt und fand zur gleichen Zeit wie die Tour de France statt.

## Teilnehmer
Startberechtigt waren die 18 ProTeams. Zudem vergab der Organisator Lang Team sieben Wildcards an sechs Professional Continental Teams und ein polnisches Nationalteam.
| ProTeams AG2R La Mondiale (ALM) Astana Pro Team (AST) BMC Racing Team (BMC) Euskaltel-Euskadi (EUS) FDJ-Big Mat (FDJ) Garmin-Sharp (GRM) Orica GreenEdge (GEC) Katusha Team (KAT) Lampre-ISD (LAM) | Liquigas-Cannondale (LIQ) Lotto Belisol Team (LTB) Movistar (MOV) Omega Pharma-Quick Step (OPQ) Rabobank Cycling Team (RAB) RadioShack-Nissan (RNT) Sky ProCycling (SKY) Team Saxo Bank-Tinkoff Bank (SAX) Vacansoleil-DCM (VCD) |
| Professional Continental Teams Team Argos-Shimano (ARG) Caja Rural (CJR) Colnago-CSF Inox (CSF) Farnese Vini-Selle Italia (FAR)                                                                    | Team Poland BGZ Team Type 1-Sanofi (TT1) Utensilnord Named (UNA) |

## Etappenübersicht
Am 25. April 2012 stellte der Veranstalter die endgültige Strecke und Etappen der Rundfahrt vor, nachdem die vorläufige Streckenführung auf viel Kritik gestoßen war.
| Etappe | Tag      | Start–Ziel                           | km    | Typ             | Etappensieger  |
| ------ | -------- | ------------------------------------ | ----- | --------------- | -------------- |
| 1.     | 10. Juli | Karpacz – Jelenia Góra               | 179,5 | Bergige Etappe  | Moreno Moser   |
| 2.     | 11. Juli | Wałbrzych – Opole                    | 239,4 | Flachetappe     | Ben Swift      |
| 3.     | 12. Juli | Kędzierzyn-Koźle – Cieszyn           | 201,7 | Hügelige Etappe | Zdeněk Štybar  |
| 4.     | 13. Juli | Będzin – Katowice                    | 127,8 | Flachetappe     | Aidis Kruopis  |
| 5.     | 14. Juli | Rabka-Zdrój – Zakopane               | 163,1 | Bergige Etappe  | Ben Swift      |
| 6.     | 15. Juli | Bukowina Terma – Bukowina Tatrzańska | 191,8 | Gebirgsetappe   | Moreno Moser   |
| 7.     | 16. Juli | Kraków–Kraków                        | 131,4 | Flachetappe     | John Degenkolb |

## Wertungen im Rennverlauf
| Etappe | Gesamt                   | Zwischensprint        | Berg                       | Punkte                   | Team          |
| ------ | ------------------------ | --------------------- | -------------------------- | ------------------------ | ------------- |
| 1.     | Moreno Moser (LIQ)       | Sylvain Georges (ALM) | Daniel Teklehaimanot (OGE) | Moreno Moser (LIQ)       | kein Sieger 1 |
| 2.     | Moreno Moser (LIQ)       | Łukasz Bodnar         | Daniel Teklehaimanot (OGE) | Fabian Wegmann (GRM)     | kein Sieger 1 |
| 3.     | Moreno Moser (LIQ)       | Łukasz Bodnar         | Daniel Teklehaimanot (OGE) | Moreno Moser (LIQ)       | kein Sieger 1 |
| 4.     | Michał Kwiatkowski (OPQ) | Adrian Kurek (UNA)    | Daniel Teklehaimanot (OGE) | Ben Swift (SKY)          | kein Sieger 1 |
| 5.     | Michał Kwiatkowski (OPQ) | Adrian Kurek (UNA)    | Daniel Teklehaimanot (OGE) | Ben Swift (SKY)          | kein Sieger 1 |
| 6.     | Moreno Moser (OPQ)       | Adrian Kurek (UNA)    | Tomasz Marczyński (POL)    | Michał Kwiatkowski (OPQ) | kein Sieger 1 |
| 7.     | Moreno Moser (OPQ)       | Adrian Kurek (UNA)    | Tomasz Marczyński (POL)    | Ben Swift (SKY)          | kein Sieger 1 |